# アフリカTV
SOOP【旧：アフリカTV】は、韓国のライブストリーミングサービス。

## 概要
アフリカTVは2005年5月11日にWベータサービスとして開始され、2006年3月9日に公式に「AFREECA」と命名された。このサイトは主にテレビ番組を再放送するが、ユーザーは自分のビデオや番組をアップロードすることもできる。
ブロードキャストジョッキー（通称BJ）と呼ばれる独自の放送者は視聴者にライブ放送を配信し、視聴者はアフリカTVの視聴ツールを使いBJをお気に入りリストに追加することができる。一部のチャンネルにはいつでも何万人もの視聴者が存在する。視聴者が「星風船」と呼ばれる有料アイテムを送ることでBJは収益を得ることができ、クイックビューやチャンネルリレーなどの有料サービスでも、BJに追加の収益源が提供される。
プラットフォーム自体はTV放送、ゲームのライブ配信、タクシードライバーのモニタリング、アーティストのパフォーマンス、個人の日常のビデオブログ及び女優やプロの放送事業者の番組など多岐にわたっている。
アフリカの親会社である「Nowcom」のムン・ヨンシク（Mun Yong-sik）社長は、著作権侵害の映画を違法に流通させたとして2008年に逮捕された。この逮捕は、アフリカTVを政府抗議者が使用していたことに対する政治的な理由によるものとの噂もある。
2012年9月27日、アフリカTVの英語版がGoogle Play storeに公開され、2014年9月16日から日本語版サイトが開始したが、2017年7月20日のリニューアルに伴いサイトが統一された。2024年上旬日本法人の解散に伴い日本国内の配信者への報酬の支払いについて日本法人から香港法人に変更した。

## 沿革
- 1994年
  - 4月 - NOWCOM（朝: 나우콤）を設立、パソコン通信「ナウヌリ (nownuri)」試験サービス開始[6]
  - 10月 - パソコン通信「ナウヌリ (nownuri)」正式サービス開始
- 1995年
  - 4月 - インターネットカフェ「ナウラブルーム」をオープン
- 1996年
  - 4月 - WINS Technology（朝: 윈스테크놀러지）を設立
  - 8月 - ウェブマガジン「パズル」オープン
  - 11月 - アイネット技術とインターネット商用サービス「ヌリネット（nuri.net）」を開始
- 1997年
  - 2月 - ウェブカメラサービス開始
- 2000年
  - 3月 - WINS Technet（朝: 윈스테크넷）に商号変更
- 2002年
  - 1月 - ナウヌリ事業をNOW SNTに分社化
  - 5月 - ビデオ中心のウェブストレージサービス「PDBOX」開始
- 2003年
  - 5月 - VODサービス「Box Media」開始[7]
  - 12月 - WINS TechnetがKOSDAQに登録
- 2004年
  - 7月 - ウェブストレージサービス「CLUBBOX」開始
- 2005年
  - 5月 - 「W（現：AfreecaTV）」クローズドベータサービスを開始
  - 8月 - ゲーム「TalesRunner（テイルズランナー）」のベータサービスオープン
  - 8月 - インターネット個人放送サービス「W（現：AfreecaTV）」オープンベータを開始
- 2006年
  - 2月 - 「ナウヌリ (nownuri)」事業をNOWSNTに譲渡
  - 7月 - インターネット個人放送サービス「AfreecaTV」（朝: 아프리카TV、「Any FREE broadCasting」）正式サービス開始
- 2007年
  - 9月 - CDN「NOWCDN」オープン
  - 11月 - AfreecaTVにてデジタルギフト「星風船（スターバルーン）」を開始
- 2008年
  - 1月 - NOWCOMをセキュリティサービス会社のWINS Technetに吸収合併し、商号をNOWCOMに変更
  - 1月 - オンラインリズムゲーム「O2Jam」の事業権を買収
  - 5月 - インターネット総合ゲームメディア「アフリカゲームTV」オープン
- 2009年5月 - AfreecaTVにてデジタルアイテム「ステッカー」を開始
- 2011年
  - 1月 - ネットワークセキュリティ事業部門をWINS Technetに人的分割
  - 3月 - AfreecaTVにて「証券TV（ Apro）」のベータサービス開始
  - 4月 - ストーンブリッジキャピタルとのジョイント・ベンチャー・NOW GAMESを設立
  - 7月 - ウェブストレージ、パーソナルクラウドコンピューティング事業部門をZettaMediaに物的分割[8]
  - 12月 - セイントインターナショナルが親会社となる
- 2013年
  - 1月 - 日本法人・株式会社アフリカTVを設立
  - 3月 - NOWCOMからAfreecaTV Co., Ltd.（朝: 아프리카TV）に商号変更[9]
  - 3月 - モバイルゲーム開発会社ブルーウィンドの経営権を買収
  - 5月 - 子会社ZettaMediaを売却
  - 5月 - CDN事業をKINXに売却
  - 9月 - 「AfreecaTVゲームセンター」を正式サービス開始[10]
  - 12月 - Google、YouTubeとコンテンツアライアンス契約を締結[11]
- 2014年
  - 10月 - ゲーム「TalesRunner（テイルズランナー）」事業の営業権をSmilegate Megaportに譲渡[12]
- 2015年
  - 2月 - クラウドファンディングサービスを開始[13]
  - 8月 - eスポーツスタジアムGOMeXP Studioを買収、「Freec UP Studio」を開設[14]
  - 7月 - MYSTIC Entertainmentとの合弁会社「Freec」（現Afreeca Colosseum）を設立[15]
  - 10月 - ソーシャルレンディングプラットフォーム「FreeCap」（朝: 프리캡）サービス開始[16]
  - 10月 - ショッピング放送プラットフォーム「shopfreeca」（朝: 샵프리카）のベータサービスをオープン[17]
  - 12月 - プロゲーマーチーム「Afreeca Freecs」設立[18]
- 2017年
  - 2月 - 西面にPCルーム「オープンスタジオ」をオープン
  - 3月 - AfreecaTVにて「アドーバルーン）」（リワード広告）サービスを開始
  - 4月 - 配信ツール「FreecShot」を公開
  - 4月 - スマートTV用AfreecaTVアプリをリリース
  - 7月 - AfreecaTVにてBJを定期的に支援できる「購読サービス」を開始[19]
  - 11月 - AfreecaTVのオンラインコミュニティスペース「コミュニケーションセンター」サービスオープン
- 2018年
  - 1月 - ビデオコンテンツの制作会社Script Knights（現FreeCONG）を買収[20]
  - 4月 - ケーブルテレビチャンネル「アフリカTVチャンネル」を開設[21]
  - 5月 - 「Freec」のメディアコンテンツ開発を「FreecN」に人的分割
  - 7月 - 8つのオープンスタジオの営業権を子会社Afreeca OpenStudioに譲渡
  - 7月 - BJの映像編集サービスを専門とする事業会社「Freecut」を設立
  - 11月 - ポッドキャストアプリ「PodFreeca」を開始[22]
  - 11月 - SBSとのeスポーツ合弁会社「SBS Africa TV」（現Afreeca Colosseum）設立
  - 11月 - 広告代理店BR Campaign（現FreeBR）を買収[23]
- 2019年
  - 5月 -  ショートビデオアプリ「FreeCat」リリース[24]
  - 7月 -  SBS Africa TV、SKブロードバンドが提供するインターネットプロトコルテレビ（IPTV）サービスBtvにチャンネルを開設
  - 8月 -  HMD専用プラットフォーム「AfreecaTV VR Player」をリリース[25]あ
  - 10月 - NHN Corp.からオーディオプラットフォームサービス「PODTY」を取得[26]
  - 12月 - 創作コンテンツ販売する「AfreecaTV OGQマーケット」オープン[27]
- 2020年
  - 3月 - eスポーツスタジアム「Jamsil Afreeca Colosseum（現Vita 500 Colosseum）」をオープン
- 2021年
  - 3月 - 新規広告管理プラットフォーム「AAM」オープン
  - 5月 - 有料生中継サービス（Pay-Per-View）「LINKプロジェクト」オープン
  - 7月 - アプリ「アフリカTV for AR Player」リリース[28]
  - 8月 - NFTマーケットとメタバースの事業会社「Freemeta」を設立[29]
  - 11月 - NFTマーケットプレイス「AFTmarket」オープン[30]
- 2022年
  - 1月 - メタバースプラットフォーム「FreeBLOX」オープン[31]
  - 2月 - eスポーツスタジアム「Sangam Afreeca Colosseum」をオープン
  - 4月 - アフリカTVにて「ユーザー参加」（ビデオ通話）機能をリリース[32]
  - 6月 - アフリカTVにて縦型ショート動画サービス「Catch」をリリース[33]
- 2023年
  - 3月 - スポーツフィッシングリーグ「GFL（Global Fishing League）」が発足[34]
  - 4月 - ビリヤード専門マーケティング企業「Five&Six」を買収[35]
  - 7月 - デジタルマーケティング会社「CTTD」を買収[36]
  - 7月 - ベトナム国営放送のケーブルテレビ会社VTVcabと提携し「OnLive（onlive.vn）」を開始[37]
- 2024年
  - 3月 - AfreecaTV Co., Ltd.からSOOP Co., Ltd.に商号変更[38]
  - 3月 - SOOP (THAILAND) COMPANY LIMITEDを設立
  - 6月 - 英語・タイ語・中国語対応のグローバルプラットフォーム「SOOP」のベータ版をリリース[39]
  - 8月 - 日本法人・株式会社アフリカTVの清算を結了[5]
  - 10月 - 韓国国内向けインターネット個人放送サービス「AfreecaTV」を「SOOP」に変更[40]
  - 11月 - 英語・タイ語・中国語対応のグローバルプラットフォーム「SOOP」を正式リリース
  - 11月 -  AIサービス「SAVVY」「SOOPI」を発表[41]

## 配信

### スポーツ
2016年7月2日に、中国の湖南国際会議コンベンションセンターで開催された総合格闘技イベント『ROAD FC 032』がアフリカTVにて放送された。さらに2020年5月23日には、ソウルのソンパ区チャムシルの「HOT6アフリカ・コロシアム」にて、アフリカTVとROAD FCがタッグを組んで行われたイベント、『AfreecaTV ROAD Championship ARC 001』が開催され、試合の模様は同社にてライブ配信された。

### eスポーツ
同社は2016年1月23日にSBENUの『スタークラフト2』チームを獲得しており、同チームはプロリーグへの参加を果たした。同年からブリザード・エンターテイメント社公認大会であるGlobal StarCraft II Leagueの運営を開始した。過去にも同社はLeague of Legendsのプロチームのスポンサーをしていた。また、『Brood War』トーナメントの2シーズンのスポンサーをすると発表した。2018年1月時点では、上記のゲームの他に『PUBG』、『鉄拳7』、『オーバーウォッチ』のeスポーツ大会のスポンサーまたは配信を行なっている。

## スタジオ
- Sangam afreeca Colosseum
- Vita 500 Colosseum
- FreecUP（ソウル特別市江南区三成洞）
- パンギョスタジオ（京畿道城南市盆唐区）
- RSビリアーズビリヤードスタジオ／エンブルビリヤードスタジオ
- 釣り船アティホ
- 海釣り場（江華郡）

## 社会的影響
アフリカの役割の拡大の一例として、ソウル特別市の朴元淳市長と共にライブトークセッションの運営を行い、アフリカTV上で生放送を行った 。同氏はこのプラットフォームを利用して、コミュニティの意見を収集し、さまざまな専門分野のブロガーが対話に参加できるコミュニティ・スキャン・フォーラムを実施した。 ブロガーたちはソウルが直面している問題を述べ、自身の専門分野での解決策を提案し、ソウル特別市の行政についての徹底的な議論で朴市長と意見を交換した。 アフリカTVが人気になっていくにつれ、「Nine Muses」といった多くのアイドルグループは、彼らのファンのためにアフリカTVに参加した
2012年の第19代総選挙ではリアルタイム選挙運動放送として活用された。

## 論争
アフリカTVを巡っては、性的コンテンツの提供や 、障害者に対しての侮辱など多くの社会的な問題が起きていた 。多数の放送者がこれらの問題に関与しており、アフリカTVの運営は関係者のIDの停止に踏み切った。そのような問題のため、韓国のマスメディアは個人の放送プラットフォームについて懸念を示した。先述の星風船が過激な動画を煽っているという声もある。